# 67 Ceti
67 Ceti är en gul jätte i stjärnbilden Valfisken.
67 Ceti har visuell magnitud +5,50 och synlig för blotta ögat vid god seeing. Den befinner sig på ett avstånd av ungefär 355 ljusår.